# Syzygium alatoramulum
Syzygium alatoramulum är en myrtenväxtart som beskrevs av Bernard Patrick Matthew Hyland. Syzygium alatoramulum ingår i släktet Syzygium och familjen myrtenväxter. Inga underarter finns listade i Catalogue of Life.